# Атток
Атто́к (урду اٹک‎, Атак; англ. Attock) — город в провинции Пенджаб, Пакистан, столица одноимённого округа. Население — 97 374 чел. (на 2010 год). Расположен на берегу реки Инд.

## Демография
| 1961   | 1972   | 1981   | 1998   | 2010   |
| ------ | ------ | ------ | ------ | ------ |
| 19 041 | 29 172 | 39 986 | 69 588 | 97 374 |